# نیکلاس کوین
نیکلاس کوین (متولد ۳ ژوئن ۱۹۹۳) یک شناگر ایرلندی است. وی در المپیک تابستانی ۲۰۱۶ در مسابقات ۱۰۰ متر شنای پروانه آقایان به رقابت پرداخت. وی همچنین در مرحله پایان دادن به شنای پروانه آقایان ۲۰۰ متر در رده نوزدهم به رقابت پرداخت.